# Medaille van verdienste tijdens de Al-Russische volkstelling
De Medaille voor Verdienste tijdens de Al-Russische Volkstelling (Russisch: "Медаль "За заслуги в проведении Всероссийской переписи населения", Za zasloegi v provedenij Vserossijskoj perelisi naselenija)
werd op 7 september 2010 ingesteld als een onderscheiding voor verdienste in verband met de volkstelling in de Russische Federatie. De ronde zilveren medaille wordt aan een vijfhoekig opgemaakt lint in de kleuren van de Russische vlag gedragen.
Op de voorzijde is het Russische wapen afgebeeld binnen een krans en de opdracht "За заслуги в проведении Всероссийской переписи населения".
De medaille wordt niet meer verleend.